# Помряскіно
Помря́скіно (рос. Помряскино, башк. Помряскин) — село у складі Стерлітамацького району Башкортостану, Росія. Входить до складу Айгулевської сільської ради.
Населення — 295 осіб (2010; 238 в 2002).
Національний склад:
- росіяни — 80%